# التليلي العجيلي
التليلي العجيلي ولد بالقيروان في 4 جوان 1953، مؤرخ وأستاذ جامعي تونسي.

## شهاداته العلمية
درس تعليمه العالي في كلية الآداب والعلوم الإنسانية بتونس حيث أحرز على الإجازة في التاريخ في جوان 1979، ثم على شهادة الكفاءة في البحث في جوان 1983. وناقش أطروحة دكتوراه المرحلة الثالثة في جوان 1987 حول موضوع الطرق الصّوفية والاستعمار الفرنسي بالبلاد التونسية (1881-1939). وفي جوان 1999 أحرز على التأهيل الجامعي في التاريخ.

## مساره المهني والعلمي
درس مادة التاريخ بالمعاهد الثانوية ثم التحق بالجامعة التونسية حيث درس التاريخ الحديث والمعاصر بكلية الآداب والفنون والإنسانيات بمنوبة. ارتقى إلى رتبة أستاذ محاضر في جانفي 2000 ثم إلى رتبة أستاذ تعليم عال في التاريخ في سبتمبر 2004.
ترأس قسم التاريخ بنفس الكلية لمدتين نيابيتين متتاليتين 2005-2008 و2008-2011. نشر العديد من المداخلات في مجلات متخصصة، كما ساهم في العديد من الندوات والمؤتمرات داخل البلاد وخارجها.كما كان عضو المجلس العلمي بكلية الآداب والفنون والإنسانيات بمنوبة من 2005 إلى 2011،كما كان عضوا في اللجنة الوطنية القطاعية في التاريخ وعضو لجنة انتداب اساتذة تعليم عال، وهو كذلك عضو قار في اللجنة الوطنية في الدكتورا والتأهيل الجامعي منذ سنة 2000

## كتبه
بالإضافة إلى العديد من البحوث التي قدمها في مؤتمرات علمية ونشرها في مجلات متخصصة، فقد صدرت للتليلي العجيلي الكتب التالية:
- الطّرق الصّوفيّة والاستعمار الفرنسي بالبلاد التونسيّة 1881-1939، نشر كليّة الآداب بمنّوبة، 1992.
- أوقاف الحرمين الشريفين بالبلاد التّونسيّة 1731 – 1881، نشر مؤسسة التميمي للبحث العلمي والمعلومات ، زغوان 1998، 276 ص.
- صدى حركة الجامعة الإسلاميّة في المغرب العربي 1876 – 1918  ، تونس، نشر كليّة الآداب بمنّوبة ودار الجنوب للنّشر، 2005.
- صدى دعوة الشيخ محمد بن عبد الوهاب في البلاد التونسية زمن الإمام محمد بن سعود 1803-1814  ،مؤسسة الدارة، المملكة العربية السعودية،2010

## وصلة خارجية
- كتاب: صدى حركة الجامعة الإسلامية في المغرب العربي للاستاذ التليلي العجيلي[وصلة مكسورة]